# Relleu d'alabastre de Pere Oller
El Relleu d'alabastre de Pere Oller fou elaborat per Pere Oller durant la primera meitat del segle xv. Formava part d'un retaule més gran que estava ubicat a l'Església del Carme de Girona.

## Autor
L'autor d'aquest relleu d'alabastre és Pere Oller. L'obra és d'especial rellevància perquè no es conserven gaires exemples elaborats per Pere Oller, i el 2010 es va poder saber més de la seva obra en estudiar-se amb molta profunditat aquest relleu mitjançant analítiques, fotografies i un acurat procés de conservació-restauració.

## Història
Aquest relleu fou comprat el 2010. Durant anys, es va conservar encastat a l'exterior en una fornícula de pedra damunt la porta número 1 del carrer de Ramon Turró de Girona, edifici construït a la dècada del 1940.
Gairebé amb tota seguretat, es tracta d'un fragment de la predel·la del retaule major de l'església del Carme de Girona. Quan el retaule va ser desmantellat, les diferents peces que el conformaven es van dispersar. Altres fragments que semblen del mateix retaule es conserven al Museu Nacional d'Art de Catalunya (MNAC), un altre al Museo de Escultura de Valladolid i la representació de la Mare de Déu de la Misericòrdia al mateix Museu d'Art de Girona.
Podem datar aquesta obra entre 1405 i 1420, tot i que per l'estil els historiadors l'engloben cap a finals d'aquest període. A més, el 1417 sabem que Pere Oller cobrava una part del retaule major de l'església del convent del Carme de Girona, que havia contractat dos anys abans. El convent va ser enderrocat el 1653, reedificat dins muralla i malmès a la Guerra del Francès.

## Descripció
El relleu de Pere Oller representa dos sants carmelites encara per identificar emmarcats amb una estructura arquitectònica típicament gòtica. Els dos van acompanyats de petits éssers monstruosos ubicats prop dels seus caps. Amb la restauració varen poder descobrir-se restes de policromia original, una descoberta important perquè la seva parella adquirida pel MNAC no en conserva.

## Conservació i Restauració
L'estat de conservació del relleu era molt dolent a causa d'haver estat més de 60 anys exposat a l'aire lliure: humitat, calor, vent, pluja, aire, actes vandàlics, etc. L'obra estava en un avançat estat de disgregació, el material havia perdut cohesió i en mancava gairebé la totalitat de la policromia. També faltaven alguns petits fragments i hi havia esquerdes, erosions i escorrenties causades per l'aigua i el vent. Per això es va creure necessari la seva retirada per tal d'iniciar un procés de conservació i restauració i ubicar-se en un espai amb millors condicions.
La restauració va durar dos mesos, i va consistir en l'eliminació de la pols, la brutícia i les restes ambientals que havien quedat adherides al suport d'alabastre. Les zones fissurades o esquerdades es van reforçar, tapar i les parts descohesionades es van consolidar. Les petites parts trencades es van adherir i les restes de policromia es van protegir.

## Exposicions rellevants
- «Catalunya 1400. El gòtic Internacional». Museu Nacional d'Art de Catalunya, del 29 de març al 15 juliol de 2012